# Großsolt
Großsolt (tiếng Đan Mạch: Store Solt) là một đô thị thuộc huyện Schleswig-Flensburg, trong bang Schleswig-Holstein, nước Đức. Đô thị Großsolt có diện tích 25,07 km², dân số thời điểm 31 tháng 12 năm 2006 là 1902 người.